# Parc national Witjira
Le parc national Witjira est situé à 987 km au nord d'Adélaïde, capitale de l'Australie-Méridionale. Il est situé  dans le désert de Simpson et une des principales curiosités du parc sont les sources artésiennes Dalhousie.